# Tổ chức quần chúng công
Tổ chức quần chúng công là một tổ chức mang tính xã hội được bao cấp hoặc hỗ trợ kinh phí từ ngân sách nhà nước, có vai trò quan trọng trong đời sống kinh tế - xã hội, được đảng Cộng sản Việt Nam lãnh đạo. Nhóm này bao gồm
Mặt trận Tổ quốc Việt Nam và năm tổ chức chính trị - xã hội, còn gọi là đoàn thể (Hội Phụ nữ, Hội Nông dân, Đoàn Thanh niên, Công đoàn, và Hội Cựu chiến binh), cùng 28 hội đặc thù theo quy định của Nghị định số 45/2010/NĐ-CP.

## Thành lập và vai trò

### Tổ chức chính trị - xã hội quan trọng
Các tổ chức chính trị - xã hội ở Việt Nam hầu hết được Đảng Cộng sản Việt Nam tổ chức thành lập trong giai đoạn trước Cách mạng tháng Tám (1945), nhằm vận động quần chúng ủng hộ và tham gia phong trào chính trị của Đảng, chủ yếu là phong trào giành độc lập dân tộc . Đảng coi các tổ chức này là cánh tay nối dài của mình, thực hiện các nhiệm vụ do Đảng giao phó và là công cụ tham gia giám sát chính quyền và quản lý hành chính nhà nước.
- Mặt trận Tổ quốc (dưới tên gọi Hội Phản đế Đồng minh) ra đời năm 1930 sau sự kiện Xô viết Nghệ Tĩnh
- Hội Nông dân Việt Nam ra đời tháng 10/1930 dưới tên gọi Tổng Nông hội Đông Dương
- Đoàn Thanh niên Cộng sản Hồ Chí Minh ra đời ngày 26/03/1931 (Đoàn Thanh niên Cộng sản Việt Nam)
- Hội Liên hiệp Phụ nữ Việt Nam thành lập ngày 20/10/1930.
- Tổng Liên đoàn Lao động Việt Nam thành lập ngày 28/07/1929 (dưới tên gọi Tổng Công hội Đỏ Bắc Kỳ)
- Riêng Hội Cựu chiến binh Việt Nam được thành lập ngày 6/12/1989.[1]

### Tổ chức đặc thù
28 các tổ chức quần chúng công còn lại được liệt vào nhóm các hội có tính chất đặc thù (hoạt động trên phạm vi cả nước) theo Nghị định số
45/2010/NĐ-CP. Nghị định này là cơ sở để các hội đặc thù nhận được hỗ trợ từ ngân sách nhà nước.
Các tổ chức đặc thù được chia ra làm hai nhóm chính:
- Nhóm tổ chức "mẹ" (umbrella organizations), có nhiệm vụ hỗ trợ việc đăng ký và hỗ trợ cơ quan quản lý trong việc quản lý tổ chức xã
hội khác, có quyền lực chính trị cao: 
- Liên hiệp các Hội Khoa học và Kỹ thuật Việt Nam (VUSTA),
- Liên hiệp các Hội Văn học Nghệ thuật Việt Nam (VULA),
- Liên hiệp các Tổ chức Hữu nghị Việt Nam (VUFO),
- Liên minh Hợp tác xã Việt Nam (VCA).

- Nhóm các tổ chức chính trị - xã hội - nghề nghiệp, hay xã hội - nghề nghiệp: 21 tổ chức hội đặc thù khác theo Quyết định số 68/2010/QĐ-TTG, ví dụ như:
- Hội Nhà báo Việt Nam,
- Hội Sinh viên Việt Nam,
- Hội Khuyến học Việt Nam,
- Hội Chữ thập đỏ,
- Hội Người cao tuổi.

Nhóm này không hệ thống chính trị của Việt Nam, mà chỉ tham gia với tư cách là thành viên của MTTQ.

## Cấu trúc
Đa số các tổ chức này đều có 4 cấp (trung ương, tỉnh (thành phố), huyện (quận) và xã (phường).

## Mục đích
Nỗ lực thành lập các tổ chức quần chúng công nhằm thực hiện hai mục đích: 
- Tăng mối liên hệ giữa chính quyền với các thành phần dân sự khác nhau (doanh nghiệp, công nhân, viên chức các ngành nghề,...)
- Đảm bảo vai trò lãnh đạo của Đảng trong một môi trường mới.

## Chi phí
Chi phí cho các tổ chức quần chúng công ước tính riêng từ ngân sách Nhà nước năm 2014 khoảng 14.000 tỷ - gấp đôi dự toán cho Bộ Giáo dục, Bộ Y tế và gấp 5 lần cho Bộ Khoa học Công nghệ. Con số này chưa tính đến các khoản chi để nhóm thực hiện nhiệm vụ Nhà nước giao, một phần bảo hiểm xã hội, bảo hiểm y tế, chi trả lương hưu cho CBCC làm việc cho các tổ chức QCC. Nếu cộng cả các chi phí kinh tế khác của xã hội như hội phí (khoảng hơn 10.704 tỷ đồng), thu nhập từ phí ủy thác từ các ngân hàng chính sách xã hội (năm 2014 khoảng 2.066,1 tỷ đồng), thu từ hợp tác viện trợ (khoảng 712,6 tỷ đồng)... cộng với chi phí cơ hội và chi phí ẩn từ tài sản cố định và nguồn nhân lực thì tổng chi phí cho các tổ chức QCC hàng năm dao động từ 45,6 đến 68,1 nghìn tỷ đồng, tương đương 1-1,7% GDP của cả nước.

## Hiệu quả
Công trình nghiên cứu "Ước lượng chi phí kinh tế cho các tổ chức QCC ở Việt Nam" của Nhóm nghiên cứu thuộc Viện Nghiên cứu Kinh tế và Chính sách (VEPR) kết luận:
| “ | MTTQ Việt Nam và 5 đoàn thể (Hội Phụ nữ, Hội Nông dân, Đoàn Thanh niên, Công đoàn và Hội Cựu chiến binh), cùng nhiều hội đặc thù được hưởng nhiều ưu đãi từ nhà nước và xã hội, được phân bổ ngân sách hoạt động, tuy vậy, chi phí kinh tế và hiệu quả hoạt động của các tổ chức này vẫn là một câu hỏi lớn chưa có lời đáp. Điều này không chỉ khiến hoạt động của hệ thống trở nên kém minh bạch, thiếu hiệu quả, mà còn tạo ra tâm lý không hài lòng trong một số bộ phận quần chúng, đặc biệt là trong hoàn cảnh ngân sách còn hạn hẹp và nợ công tăng cao. | ” |

,

## TCQCC hoạt động kinh tế
Nhiều tổ chức QCC có các doanh nghiệp, đơn vị làm kinh tế. Công đoàn có 89 khách sạn và nhà khách trên toàn quốc, nằm ở các vị trí thuận lợi về mặt du lịch và nghỉ dưỡng, hoặc các khu vực trung tâm hành chính. Giá trị tài sản của hệ thống nhà nghỉ này ước tính là trên 43 nghìn tỷ đồng bao gồm giá trị đất và giá trị tài sản trên đất.
Đề nghị của VEPR: Áp dụng chính sách xã hội hóa với các đơn vị này, từng bước xóa bỏ sự phụ thuộc về mặt ngân sách và danh nghĩa của những đơn vị đó với nhà nước. Cùng với đó xem xét tiến hành cổ phần hóa các loại hình doanh nghiệp trực thuộc để các doanh nghiệp đó hoạt động một cách độc lập theo nguyên tắc của kinh tế thị trường.